# Cmentarz żydowski w Miastku
Cmentarz żydowski w Miastku – został założony w 1820 i znajdował się na terenie położonym między dzisiejszym Zespołem Szkół Ponadgimnazjalnych a osiedlem Niepodległości. Zapoczątkowana w czasach hitlerowskich dewastacja kirkutu doprowadziła do jego całkowitego unicestwienia w okresie PRL. Obecnie nic nie przypomina o pierwotnym cmentarnym charakterze miejsca. Po kilkuletnich negocjacjach przy Komisji Regulacyjnej Ministerstwa Spraw Wewnętrznych i Administracji władze Miastka przekażą działkę, na której położony jest kirkut, gminie żydowskiej, która zadba o godne upamiętnienie miejsca.